# Wereldbeker skeleton 2023/2024
De wereldbeker skeleton in het seizoen 2023/2024 ving aan op 17 november 2023 en liep tot en met 21 maart 2024. De competitie werd georganiseerd door de IBSF, gelijktijdig met de wereldbeker bobsleeën.
De competitie omvatte dit seizoen acht wedstrijden in de twee traditionele onderdelen in het skeleton, mannen en vrouwen individueel. Bij de vierde en zevende wereldbekerwedstrijd was het onderdeel gemengdteam toegevoegd. Onder de deelnemers bevonden zich de Belgen Colin Freeling (mannen) en Kim Meylemans en Aline Pelckmans (vrouwen) en de Nederlanders Kimberley Bos (vrouwen) en Akwasi Frimpong (mannen) die voor zijn geboorteland Ghana uitkomt in het skeleton.

## Wereldbeker punten
De eerste 30 in het dagklassement krijgen punten voor het wereldbekerklassement toegekend. De top 20 na de eerste run gaan verder naar de tweede run, de overige deelnemers krijgen hun punten toegekend op basis van hun klassering na de eerste run. De onderstaande tabel geeft de punten per plaats weer.
| Klassering = punten                          | Klassering = punten                           | Klassering = punten                               | Klassering = punten                          | Klassering = punten                          | Klassering = punten                          |
| -------------------------------------------- | --------------------------------------------- | ------------------------------------------------- | -------------------------------------------- | -------------------------------------------- | -------------------------------------------- |
| 1e = 225 2e = 210 3e = 200 4e = 192 5e = 184 | 6e = 176 7e = 168 8e = 160 9e = 152 10e = 144 | 11e = 136 12e = 128 13e = 120 14e = 112 15e = 104 | 16e = 96 17e = 88 18e = 80 19e = 74 20e = 68 | 21e = 62 22e = 56 23e = 50 24e = 45 25e = 40 | 26e = 36 27e = 32 28e = 28 29e = 24 30e = 20 |

## Mannen

### Uitslagen
| Datum      | Plaats         | Eerste               | Tweede               | Derde           |
| ---------- | -------------- | -------------------- | -------------------- | --------------- |
| 17/11/2023 | Yanqing        | Christopher Grotheer | Chen Wenhao          | Yan Wengang     |
| 08/12/2023 | La Plagne      | Jung Seung-gi        | Matt Weston          | Marcus Wyatt    |
| 15/12/2023 | Igls           | Matt Weston          | Jung Seung-gi        | Felix Keisinger |
| 12/01/2024 | Sankt Moritz   | Amedeo Bagnis        | Christopher Grotheer | Jung Seung-gi   |
| 26/01/2024 | Lillehammer    | Christopher Grotheer | Axel Jungk           | Felix Seibel    |
| 02/02/2024 | Sigulda *      | Yin Zheng            | Marcus Wyatt         | Matt Weston     |
| 16/02/2024 | Altenberg      | Yin Zheng            | Christopher Grotheer | Matt Weston     |
| 21/03/2024 | Lake Placid ** | Yin Zheng            | Marcus Wyatt         | Amedeo Bagnis   |

* De WB#6 op vrijdag 2 februari in Sigulda vormde tevens het Europees kampioenschap. Nadat de twaalf niet-Europese deelnemers uit het 36 tellende deelnemersveld werden geschrapt werd de Duister Felix Keisinger derde achter de beide Britten en eindigde de Belg Freeling als 21e in dit kampioenschap.
** De WB#8 op donderdag 21 maart in Lake Placid gold tevens als het eerste Pan-Amerikaanse kampioenschap. Uit het 35 tellende deelnemers veld vormden de drie Amerikaansen (Austin Florian, Daniel Barefoot en Hunter Williams) het erepodium en werd de Canadees Ryan Kuehn vierde en laatste in dit kampioenschap.
Belgische en Nederlandse deelname
| Deelnemer         | #1  | #2  | #3  | #4  | #5  | #6  | #7  | #8  |
| ----------------- | --- | --- | --- | --- | --- | --- | --- | --- |
| Colin Freeling    | 15e | 29e | 0-  | 25e | 28e | 30e | 30e | 28e |
| Akwasi Frimpong * | 19e | 0-  | 29e | 31e | 32e | 34e | 31e | 32e |

* De Nederlander Frimpong komt voor Ghana uit in het skeleton

### Eindstand
| #  | Atleet               | Land | Punten |
| -- | -------------------- | ---- | ------ |
| 01 | Matt Weston          | GBR  | 1523   |
| 02 | Christopher Grotheer | GER  | 1494   |
| 03 | Yin Zheng            | CHN  | 1453   |
| 04 | Jung Seung-gi        | KOR  | 1269   |
| 05 | Marcus Wyatt         | GBR  | 1254   |
| 06 | Amedeo Bagnis        | ITA  | 1225   |
| 07 | Felix Keisinger      | GER  | 1200   |
| 08 | Felix Seibel         | GER  | 1112   |
| 09 | Craig Thompson       | GBR  | 1082   |
| 10 | Chen Wenhao          | CHN  | 1026   |
| 11 | Axel Jungk           | GER  | 1010   |
| 12 | Mattia Gaspari       | ITA  | 1010   |
| 13 | Yan Wengang          | CHN  | 0994   |
| 14 | Kim Ji-soo           | KOR  | 0924   |
| 15 | Austin Florian       | USA  | 0892   |
| 16 | Samuel Maier         | AUT  | 0892   |

| #  | Atleet                      | Land | Punten |
| -- | --------------------------- | ---- | ------ |
| 17 | Jacob Salisbury             | GBR  | 829    |
| 18 | Vladyslav Heraskevytsj      | UKR  | 828    |
| 19 | Rasmus Johansen (junior)    | DEN  | 770    |
| 20 | Vinzenz Buff (junior)       | SUI  | 534    |
| 21 | Daniel Barefoot             | USA  | 499    |
| 22 | Alexander Schlintner        | AUT  | 484    |
| 23 | Manuel Schwaerzer           | ITA  | 448    |
| 24 | Florian Auer                | AUT  | 397    |
| 25 | Livio Summermatter (junior) | SUI  | 326    |
| 26 | Lucas Defayet               | FRA  | 294    |
| 27 | Colin Freeling (junior)     | BEL  | 264    |
| 28 | Blake Enzie (junior)        | CAN  | 232    |
| 29 | Adrian Rodriguez            | ESP  | 218    |
| 30 | Akwasi Frimpong             | GHA  | 178    |
| 31 | Geng Wenqiang               | CHN  | 152    |
| 32 | Hunter Williams             | USA  | 150    |

| #  | Atleet                      | Land | Punten |
| -- | --------------------------- | ---- | ------ |
| 33 | Chiang Chun-hung            | TPE  | 130    |
| 34 | Timon Drahonovsky (junior)  | CZE  | 129    |
| 35 | Yaroslav Lavreniuk (junior) | UKR  | 109    |
| 36 | Nicholas Timmings           | AUS  | 094    |
| 37 | Vladyslav Polyvach (junior) | POL  | 078    |
| 38 | Ryan Kuehn                  | CAN  | 064    |
| 39 | Kyle Donsberger             | CAN  | 028    |
| 40 | Jonathan Yaw                | MAS  | 026    |
| 41 | Jared Firestone             | ISR  | 020    |
| 42 | Jordan Rwiyamilira          | CAN  | 020    |
| 43 | David Park                  | CAN  | 018    |
| 44 | Troy Wilson                 | CAN  | 016    |
| 45 | Mark Lynch                  | CAN  | 014    |
| 46 | Vladyslav Klymenko (junior) | UKR  | 012    |
| 47 | Eloy Fernandez              | ESP  | 010    |
| 48 | Peng Lin-Wei                | TPE  | 009    |

## Vrouwen

### Uitslagen
| Datum      | Plaats         | Eerste            | Tweede              | Derde             |
| ---------- | -------------- | ----------------- | ------------------- | ----------------- |
| 17/11/2023 | Yanqing        | Tina Hermann      | Zhao Dan            | Mirela Rahneva    |
| 08/12/2023 | La Plagne      | Tabitha Stoeckler | Mystique Ro         | Kimberley Bos     |
| 15/12/2023 | Igls           | Kimberley Bos     | Valentina Margaglio | Tabitha Stoeckler |
| 12/01/2024 | Sankt Moritz   | Kimberley Bos     | Valentina Margaglio | Katie Uhlaender   |
| 26/01/2024 | Lillehammer    | Hannah Neise      | Mystique Ro         | Kimberley Bos     |
| 02/02/2024 | Sigulda        | Mirela Rahneva    | Kim Meylemans       | Hannah Neise      |
| 16/02/2024 | Altenberg      | Tina Hermann      | Susanne Kreher      | Mystique Ro       |
| 21/03/2024 | Lake Placid ** | Mystique Ro       | Kim Meylemans       | Kimberley Bos     |

* De WB#6 op vrijdag 2 februari in Sigulda vormde tevens het Europees kampioenschap. Nadat de elf niet-Europese deelnemers uit het 33 tellende deelnemersveld werden geschrapt werd de Britse Amelia Coltman derde achter Meylemans en Neise. De Nederlandse Kimberley Bos werd vijfde en de Belgische Pelckmans eindigde als 20e in dit kampioenschap.
** De WB#8 op donderdag 21 maart in Lake Placid gold tevens als het eerste Pan-Amerikaanse kampioenschap. Uit het 33 tellende deelnemers veld vormden drie Amerikaansen (Mystique Ro, Katie Uhlaender en Sara Roderick) het erepodium. De plaatsen 4-9 werden respectievelijk ingevuld door Jane Channell (Canada), Kellie Delka (Puerto Rico), Hallie Clarke (Canada), Nicole Rocha Silveira (Brazilië), Michelle Toukan (VS) en Laura Vargas (Colombia).
Belgische en Nederlandse deelname
| Deelnemer       | #1  | #2  | #3  | #4  | #5  | #6  | #7  | #8   |
| --------------- | --- | --- | --- | --- | --- | --- | --- | ---- |
| Kim Meylemans   | 05e | 07e | 06e | 13e | 05e | 02e | 14e | 02e  |
| Aline Pelckmans | 0-  | 28e | 25e | 0-  | 21e | 30e | 29e | 21e  |
| Kimberley Bos   | 08e | 03e | 01e | 01e | 03e | 06e | 05e | 0 3e |

### Eindstand
| #  | Atleet                     | Land | Punten |
| -- | -------------------------- | ---- | ------ |
| 01 | Kimberley Bos              | NED  | 1570   |
| 02 | Kim Meylemans              | BEL  | 1364   |
| 03 | Valentina Margaglio        | ITA  | 1270   |
| 04 | Janine Flock               | AUT  | 1248   |
| 05 | Tina Hermann               | GER  | 1242   |
| 06 | Jacqueline Pfeifer         | GER  | 1192   |
| 07 | Hannah Neise               | GER  | 1177   |
| 08 | Mystique Ro                | USA  | 1175   |
| 09 | Susanne Kreher             | GER  | 1138   |
| 10 | Tabitha Stoeckler (junior) | GBR  | 1031   |
| 11 | Hallie Clarke (junior)     | CAN  | 1028   |
| 12 | Mirela Rahneva             | CAN  | 1017   |
| 13 | Zhao Dan (junior)          | CHN  | 0846   |
| 14 | Nicole Rocha Silveira      | BRA  | 0833   |

| #  | Atleet                       | Land | Punten |
| -- | ---------------------------- | ---- | ------ |
| 15 | Katie Uhlaender              | USA  | 816    |
| 16 | Amelia Coltman               | GBR  | 801    |
| 17 | Alessia Crippa               | ITA  | 732    |
| 18 | Jane Channell                | CAN  | 696    |
| 19 | Li Yuxi                      | CHN  | 664    |
| 20 | Freya Tarbit                 | GBR  | 614    |
| 21 | Anna Fernstädt               | CZE  | 602    |
| 22 | Alessandra Fumagalli         | ITA  | 600    |
| 23 | Sara Roderick                | USA  | 534    |
| 24 | Kellie Delka                 | PUR  | 507    |
| 25 | Sara Schmied (junior)        | SUI  | 344    |
| 26 | Julia Erlacher               | AUT  | 308    |
| 27 | Julia Simmchen (junior)      | SUI  | 290    |
| 28 | Anna Unterschneider (junior) | SUI  | 276    |

| #  | Atleet                       | Land | Punten |
| -- | ---------------------------- | ---- | ------ |
| 29 | Aline Pelckmans (junior)     | BEL  | 236    |
| 30 | Ana Torres Quevedo (junior)  | ESP  | 182    |
| 31 | Dārta Zunte (junior)         | EST  | 160    |
| 32 | Katharina Eigenmann (junior) | LIE  | 158    |
| 33 | Laura Vargas                 | COL  | 144    |
| 34 | Clara Aznar (junior)         | ESP  | 136    |
| 35 | Michelle Toukan              | USA  | 104    |
| 36 | Anna Saulite                 | AUT  | 064    |
| 37 | Zhu Yangqi (junior)          | CHN  | 056    |
| 38 | Song Siji                    | CHN  | 050    |
| 39 | Shannon Galea                | MLT  | 048    |
| 40 | Endija Terauda               | LAT  | 040    |
| 41 | Grace Dafoe                  | CAN  | 040    |
| 42 | Katie Tannenbaum             | ISV  | 018    |

## Gemengdteam

### Uitslagen
| Datum      | Plaats       | Eerste                                   | Tweede                                    | Derde                                                                                       |
| ---------- | ------------ | ---------------------------------------- | ----------------------------------------- | ------------------------------------------------------------------------------------------- |
| 12/01/2024 | Sankt Moritz | Italië Valentina Margaglio Amedeo Bagnis | Duitsland Susanne Kreher Felix Keisinger  | Duitsland Jacqueline Pfeifer Felix Seibel                                                   |
| 16/02/2024 | Altenberg    | Duitsland Susanne Kreher Axel Jungk      | Tsjechië Anna Fernstädt Timon Drahonovsky | Verenigde Staten Katie Uhlaender Austin Florian Duitsland Hannah Neise Christopher Grotheer |

Belgische deelname
| Deelnemers                     | #4  | #7 |
| ------------------------------ | --- | -- |
| Kim Meylemans / Colin Freeling | 08e | 0- |

1986/1987 · 
1987/1988 · 
1988/1989 · 
1989/1990 · 
1990/1991 · 
1991/1992 · 
1992/1993 · 
1993/1994 · 
1994/1995 · 
1995/1996 · 
1996/1997 · 
1997/1998 · 
1998/1999 · 
1999/2000 · 
2000/2001 · 
2001/2002 · 
2002/2003 · 
2003/2004 · 
2004/2005 · 
2005/2006 · 
2006/2007 · 
2007/2008 · 
2008/2009 ·
2009/2010 ·
2010/2011 ·
2011/2012 ·
2012/2013 ·
2013/2014 ·
2014/2015 ·
2015/2016 ·
2016/2017 ·
2017/2018 ·
2018/2019 ·
2019/2020 ·
2020/2021 ·
2021/2022 ·
2022/2023 ·
2023/2024 ·
2024/2025
Alpineskiën ·
Biatlon ·
Bobsleeën ·
Freestyleskiën ·
Langlaufen ·
Noordse combinatie ·
Rodelen ·
Schaatsen (junioren) ·
Schansspringen ·
Shorttrack ·
Skeleton ·
Snowboarden